# Pizy
Pizy var en tidigare kommun i kantonen Vaud i Schweiz. Kommunen hade 76 invånare (2010). Den var belägen cirka 21,5 kilometer väster om Lausanne och bestod av ett antal utspridda gårdar.
Den 1 juli 2011 inkorporerades Pizy in i kommunen Aubonne.